# امیرحسین شریفی
امیرحسین شریفی (زاده ۵ اردیبهشت ۱۳۳۶ - خاتون‌آباد، اصفهان) بازیگر و تهیه‌کننده سینما اهل ایران است.

## بازیگر
- آشوبگران (۱۳۷۷)
- ضیافت (۱۳۷۴)
- پری (۱۳۷۳)
- قربانی (۱۳۷۰)
- الماس بنفش (۱۳۶۸)
- شب دهم (۱۳۶۸)
- قربانی هوس (۱۳۴۲)

## تهیه‌کنندگی

### سینمایی
- آوازهای سرزمین من (۱۳۹۳)
- کبریت سوخته (۱۳۹۱)
- تنهایی (۱۳۸۶)[۱]
- اشک سرما (۱۳۸۲)
- آشوبگران (۱۳۷۷)
- سیب سرخ حوا (۱۳۷۷)
- قاصدک (۱۳۷۵)
- ضیافت (۱۳۷۴)
- مستاجر (۱۳۷۱)
- شب دهم (۱۳۶۸)

### مجموعه تلویزیونی
- روزهای بی‌قراری‏ (۱۳۹۵)
- زاویه هفتم (۱۳۹۴)
- هشت بهشت (مجموعه تلویزیونی ۱۳۹۳) (۱۳۹۳)
- مرد نقره‌ای (۱۳۹۱)
- خانه بی‌پرنده (۱۳۸۹)
- حجر بن عدی (مجموعه تلویزیونی)